# Basileuterus culicivorus hypoleucus
El chiví de vientre blanco (Basileuterus culicivorus hypoleucus), también conocido como arañero vientre blanco o reinita ventriblanca, es una subespecie del B. culicivorus, un ave paseriforme de la familia de los parúlidos, que vive en América del Sur.

## Distribución y hábitat
Es endémica del este de Bolivia el sur de Brasil y el norte de Paraguay. Su hábitat natural incluye bosques secos subtropicales y bosques húmedos de tierras bajas.